# De re metallica

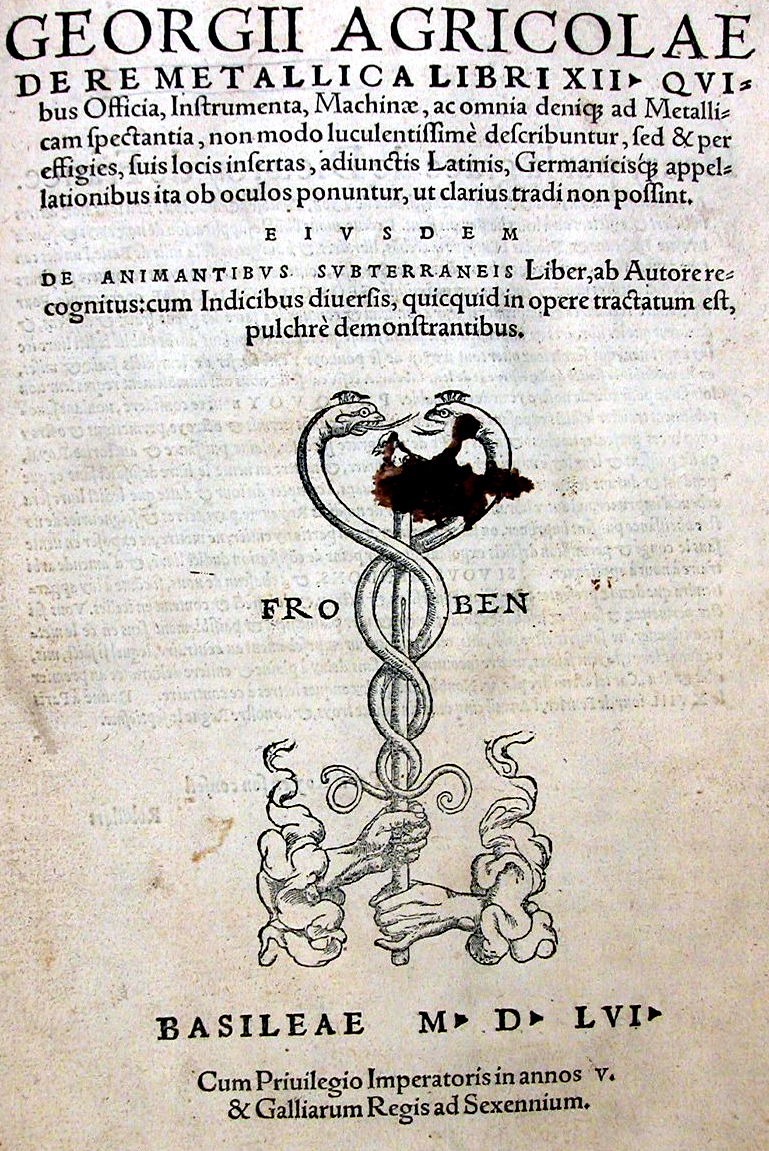
De re metallica - Edizione in latino - 1556

De re metallica è un trattato del mineralogista tedesco Georg Agricola.
In esso è descritto lo stato dell'arte delle attività minerarie e metallurgiche della prima metà del XVI secolo. Fu pubblicato postumo nel 1556, un anno dopo la morte dell’autore, a causa di un ritardo nella preparazione delle xilografie usate nel testo, sebbene probabilmente sia stato terminato molti anni prima, visto che la dedica all'elettore e a suo fratello riporta la data del 1550.
Nel Medioevo e nelle epoche precedenti solo pochi autori avevano scritto qualcosa sull’estrazione e lavorazione dei minerali. Nella letteratura di epoca greca meno di una ventina di pagine di interesse tecnico  sono dedicate alla mineralogia ed alle tecnologie  relative,  scritte da Aristotele, Teofrasto, Diodoro Siculo, Strabone e Dioscoride. In epoca romana la maggior parte dei contributi si deve a Plinio il Vecchio con la sua opera Naturalis historia e in minima parte a Vitruvio. L’unica citazione in epoca medioevale fa riferimento a Teofilo con il suo De diversis artibus. Nel corso del XVI secolo prima del De re metallica, come lo stesso Agricola cita nella sua prefazione al testo, vanno ricordati i testi Ein Nützlich Bergbüchlin di Ulrich von Rulein Calw, Probierbüchlein e il De La Pirotechnia di Vannoccio Biringuccio.
L'opera più importante in questo genere, tuttavia, è quella costituita dai dodici libri del De re metallica di Georgius Agricola pubblicato nel 1556. Il trattato  rimase valido per quasi due  secoli  successivamente  alla pubblicazione e, relativamente al periodo,  fu anche un importante testo nel campo della chimica.  Il trattato fu pubblicato in numerose edizioni anche in lingua tedesca e italiana. Le numerose xilografie riprodotte e le descrizioni dettagliate delle macchine utilizzate nei processi lo fecero diventare un riferimento nel campo dell’attività mineraria e metallurgica.

## Contenuto
- Prefazione: Agricola dedica il libro a Maurizio I, Elettore di Sassonia ed a suo fratello Augusto. Ricorda, quindi, i lavori degli antichi relativi all’arte mineraria e metallurgica a partire da Plinio il Vecchio e gli autori  suoi contemporanei tra cui  Calbus di Friburgo. Successivamente descrive i lavori degli alchimisti  notando come questi risultino oscuri e poco attendibili. Infine completa la sua prefazione descrivendo lo schema dei suoi dodici libri e ricordando ai Principi tedeschi quanta ricchezza potesse essere accumulata con lo sfruttamento dell’arte mineraria e metallurgica.
- Libro I: Tratta degli argomenti che possono essere usati a sfavore dell’arte mineraria e metallurgica e, di contro, quelli che possono essere usati a favore.
- Libro II: Descrive il minatore e si addentra nel discorso della ricerca delle vene minerarie
- Libro III: Tratta delle vene, fratture e giunture nelle rocce
- Libro IV: Spiega come delimitare le vene e descrive anche le funzioni dei funzionari minerari
- Libro V: Descrive lo scavo di minerali e l'arte del geometra
- Libro VI: Descrive gli strumenti e le macchine dei minatori
- Libro VII: Spiega come saggiare un minerale
- Libro VII: Stabilisce le regole per i processi di tostatura, frantumazione e lavaggio del minerale
- Libro IX: Spiega i metodi per la fusione dei minerali
- Libro X: Mostra come separare l'argento dall'oro, e il piombo dall'oro e dall'argento
- Libro XI: Mostra il metodo per separare l'argento dal rame
- Libro XII: Fornisce le regole per la produzione del sale, della soda, dell'allume, del vetriolo, dello zolfo, del bitume e del vetro

## Edizioni
Limitatamente al XVI secolo si conoscono le seguenti edizioni. La traduzione italiana fu curata da Michelangelo Florio e fu dedicata alla Regina di Inghilterra, Elisabetta I. La traduzione in tedesco fu curata, non sempre in modo  appropriato, da Philip Bechius, Professore di Medicina e Filosofia dell’Università di Basilea.
- Georgii Agricolae. De Re Metallica libri XII - Folio – Basileae: Froben. – 1556 - Edizione in latino
- Georgii Agricolae. De Re Metallica libri XII - Folio – Basileae: Froben - 1561 - Edizione in latino
- Agricola - L'Arte de Metalli, Froben -  Basel - Folio - 1563 - Edizione in italiano.
- Vom Bergkwerck XII bucher, Froben Basel - Folio - 1557 -  Edizione in tedesco
- Bergwerck Buch, Sigmundi Feyrabendt, Frankfurt-am-Main - Folio - 1580 - Edizione in tedesco

Nel 1912 fu pubblicata una versione inglese, successivamente ripubblicata integralmente nel 1950, a cura di Herbert Hoover, ingegnere minerario statunitense e successivo Presidente degli Stati Uniti e di sua moglie Lou Henry Hoover, geologa e latinista. La traduzione presenta numerose note relative all’arte mineraria, ai minerali noti all’epoca di Agricola e riferimenti alla letteratura classica soprattutto alla Naturalis historia di Plinio il Vecchio.